# Elf. tech

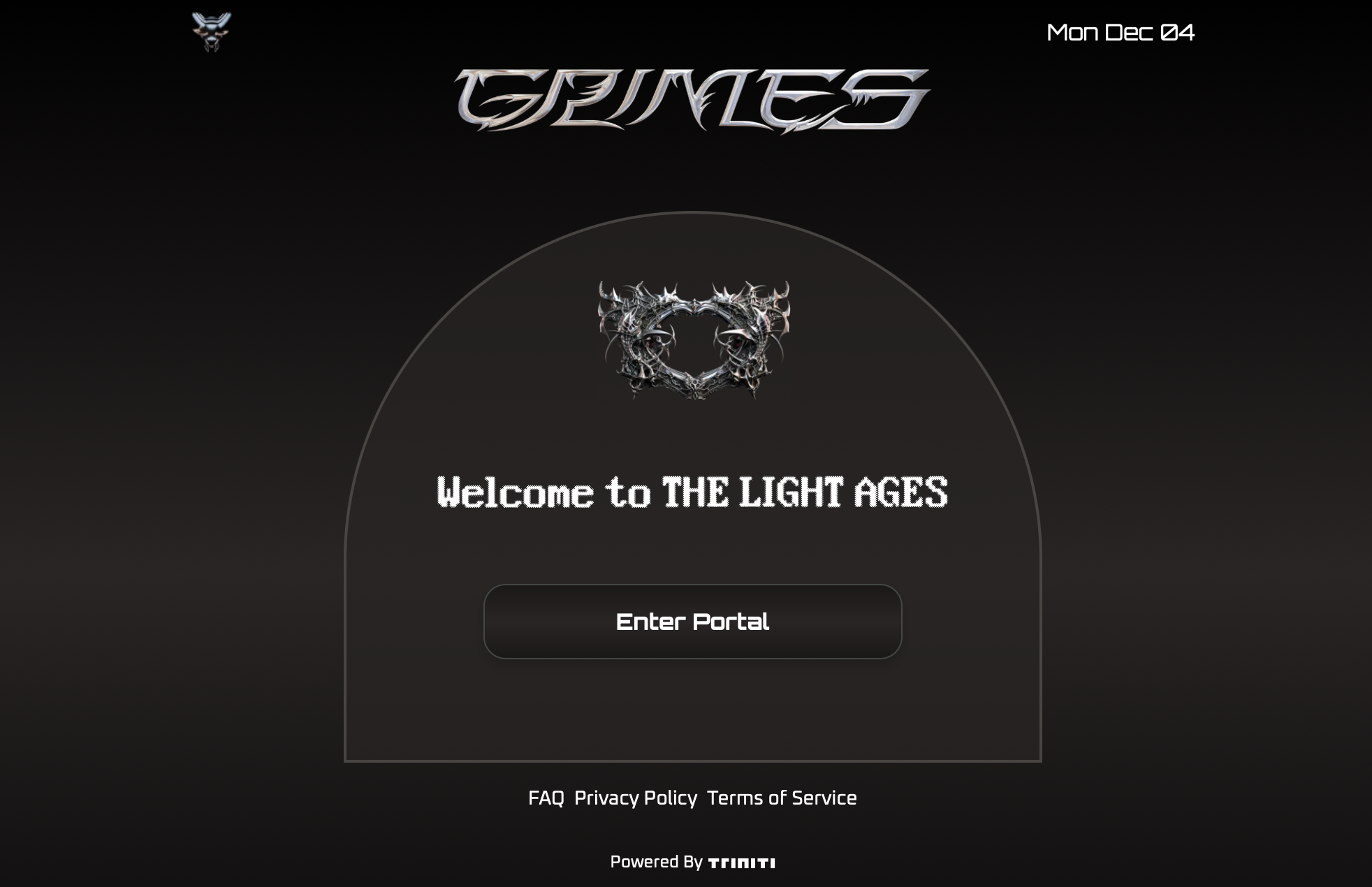
Página de inicio de Elf. Tech

Elf. Tech es un software generador de voz creado por la artista Grimes. La herramienta funciona mediante la inteligencia artificial y permite a sus usuarios crear y distribuir canciones con la voz de la cantante.
Ha habido casos de controversia y quejas a raíz del uso de IA con cantantes como Bad Bunny o Drake, que se han sentido ofendidos al ver canciones con su voz sin su consentimiento. La cantante canadiense, que siempre se ha mostrado a favor del avance de las tecnologías, publicó en su cuenta de Twitter que daba libertad plena a cualquier persona que desease usar su voz como herramienta para crear música.
Poco después de esa declaración, creó su propia plataforma para facilitar el proceso creativo, a la que bautizó como Elf. Tech.

## Funcionamiento
La web se encuentra en fase prematura, pero ya es de uso abierto al público. En primer lugar debes crear un usuario, una vez iniciada la sesión, se debe pulsar el botón "Create". Se debe tener en cuenta que es necesario grabar mientras se mantiene la página abierta. También se permite subir archivos de voz propios. La herramienta transforma la voz de la pista de audio y la convierte en la voz de Grimes. La cantante ha acordado dividir al 50% los beneficios económicos que consigan los usuarios, puesto que ella figura como colaboradora. Por tanto, es obligatorio incluir GrimesAI en los créditos de las canciones. Grimes es la voz de la canción pero sin ser la cantante. También  ha creado la dirección de correo electrónico grimesai(@)createsafe.io, con tal de poder negociar con discográficas y gestionar las formas de divulgar este contenido. 

## Copyright
El programa promete ser copyright free. Aunque cabe mencionar que Grimes ha expresado siempre que es una persona que se posiciona en contra del copyright. Recientemente ha tenido que tomar acciones legales contra aquellos usuarios que usan Elf. Tech para crear mensajes de odio y que, naturalmente, no representan a la artista. 

## Canciones hechas con el IA
Prácticamente todas las canciones producidas con Elf. Tech se encuentran en SoundCloud . Véanse a continuación:
| Canción            | Año  | Artista                    | Ref.   |
| ------------------ | ---- | -------------------------- | ------ |
| And I Never!       | 2023 | Hati Hari ft. GrimesAI     | [ 5 ]  |
| poshuma            | 2023 | Victoria Dyer ft. GrimesAI | [ 6 ]  |
| Sonido Quieto Now  | 2023 | Poingly ft. GrimesAI       | [ 7 ]  |
| Homo-Techno        | 2023 | Deriler ft. GrimesAI       | [ 8 ]  |
| Cats Heart Savers  | 2023 | Evisaveme ft. GrimesAI     | [ 9 ]  |
| Basilisk's Lullaby | 2023 | Astronata ft. GrimesAI     | [ 10 ] |
| Liquido Nitrógeno  | 2023 | Bionic Sleep ft. GrimesAI  | [ 11 ] |
| MACROHARD          | 2023 | Safira ft. GrimesAI        | [ 12 ] |

1. ↑  «Elf Tech» (en inglés). Consultado el 6 de diciembre de 2023.
2. ↑  «https://twitter.com/Grimezsz/status/1650304051718791170?s=20» (en catalán). Consultado el 6 de diciembre de 2023.
3. ↑  «https://twitter.com/Grimezsz/status/1652696738820689921?s=20» (en catalán). Consultado el 6 de diciembre de 2023.
4. ↑  «https://twitter.com/grimezsz/status/1650541506925670428?s=61&t=HgDM3Hvc95_NcoUpT8AuCA» (en catalán). Consultado el 6 de diciembre de 2023.
5. ↑  «SoundCloud Widget». Consultado el 7 de diciembre de 2023.
6. ↑  «SoundCloud Widget». Consultado el 7 de diciembre de 2023.
7. ↑  «SoundCloud Widget». Consultado el 7 de diciembre de 2023.
8. ↑  «Deriler x Grimes ᴬᴵ / Homo-Techno (Lyric Video) [Now on Spotify + Apple Music]» (en ca-ES). Consultado el 7 de diciembre de 2023.
9. ↑  «Evisaveme x Grimes AI - Cats Heart Savers [Now On Spotify]» (en ca-ES). Consultado el 7 de diciembre de 2023.
10. ↑  «Astronata & GrimesAI - Basilisk's Lullaby [Official video]» (en ca-ES). Consultado el 7 de diciembre de 2023.
11. ↑  «Grimes AI - Liquid Nitrogen (prod. Bionic Sleep)» (en ca-ES). Consultado el 7 de diciembre de 2023.
12. ↑  «GrimesAI & Säfira - MACROHARD (Lyric Video)» (en ca-ES). Consultado el 7 de diciembre de 2023.

- Datos: Q123943135